# Friedrich Adolph Brüggemann

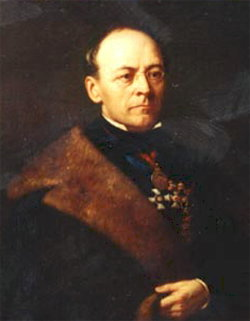
Friedrich Adolph Brüggemann

Friedrich Adolph Brüggemann (* 17. April 1797 in Magdeburg; † 10. August 1878 in Aachen) war ein deutscher Unternehmer und Versicherungsagent sowie Gründer der Aachener Rückversicherungsgesellschaft.

## Leben
Friedrich Adolph Brüggemann stammte aus einer alten magdeburgschen Beamtenfamilie und begann nach seiner Schulzeit ebenfalls eine Beamtenlaufbahn, die ihn zunächst ab 1813 als Sekretär eines französischen Intendantur-Beamten nach Paris führte. Nachdem er 1822 die Bürgerrechte der Altstadt Magdeburg erhalten hatte, wurde er im Jahre 1823 zunächst Kämmerei-Kassen-Assistent und einige Jahre später Kämmerei-Kassen-Kontrolleur des Magdeburger Senats.
Zwischenzeitlich war in Aachen am 13. August 1824 auf Initiative von David Hansemann (1790–1864) die Aachener Feuerversicherungs-Gesellschaft, eine Vorläuferinstitution der AachenMünchener, gegründet worden. Im gleichen Jahre übernahm Brüggemann, vorerst noch nebenberuflich, eine Agentur dieser Versicherung in Magdeburg. Auf Grund des rasch wachsenden Versicherungsgeschäfts gab er 1829 sein städtisches Amt auf und wurde hauptberuflicher Inspektor des Aachener Versicherungsunternehmens. Bereits 1831 wurde er mit der Leitung der Berliner Hauptagentur betraut. Von hier aus war Brüggemann  verantwortlich für die erfolgreiche Ausweitung der Versicherungsaktivitäten auf andere Provinzen, Städte und Länder. Als die Versicherung ihre Tätigkeit 1834 auch auf Bayern ausdehnte, regte König Ludwig I. (1786–1868) persönlich deren Umfirmierung in die Aachener und Münchener Mobiliar-Feuer-Versicherungs-Gesellschaft an.
Nach dem Hamburger Brand im Jahre 1842 begab sich der mittlerweile zum Generaldirektor beförderte Friedrich Adolph Brüggemann in die Hansestadt. Er entrichtete aus dem Versicherungsfonds Entschädigungsleistungen in Höhe von 320.000 Talern (zum Vergleich: Hauptgeschädigte Feuerversicherungsbank war die Gothaer Feuer, die insgesamt 1,4 Mio. Taler als Entschädigung zahlte). Dies brachte ihm und der Firma großes Ansehen, und die Kundenzahlen und Beitragseinnahmen stiegen rasch an. Das zunehmende Industriegeschäft des frühen Industriezeitalters und die Auswirkungen des Hamburger Brandes veranlassten Brüggemann nunmehr dazu, im Jahre 1853 die Aachener Rückversicherungs-Gesellschaft zu gründen. Hierbei handelte es sich weltweit erst um das zweite Unternehmen dieser Art nach der Kölnische Rückversicherungs-Gesellschaft. Am 28. Mai 1853 erteilte hierzu der preußische König Friedrich Wilhelm IV. zunächst für 50 Jahre die Konzession, die später stets verlängert wurde. Im Jahre 1997 schließlich wurde die Aachener Rückversicherungs-Gesellschaft mit der Aachener und Münchener Beteiligungs-AG und diese wiederum mit der AMB Generali Holding AG verschmolzen.
Auf Betreiben des mittlerweile zum Hofrat beförderten Generaldirektors Friedrich Adolph Brüggemann und zusammen mit seinem Verwaltungsrats-Vorsitzenden Robert von Görschen sowie einflussreichen Aachener Kaufleuten, Fabrikanten und reichen Privatiers, darunter die Geheimen Kommerzienräte Leopold Scheibler und Johann Arnold Bischoff, der Spinnereibesitzer Johann Friedrich Pastor und der Direktor der Chemischen Fabrik Rhenania in Stolberg, Friedrich Wilhelm Hasenclever, überreichte im Jahre 1858 der amtierende Regierungspräsident Friedrich Christian Hubert Kühlwetter (1809–1882) an König Friedrich Wilhelm IV. eine Spende der Aachener und Münchener Mobiliar-Feuer-Versicherungs-Gesellschaft für wohltätige Zwecke in Höhe von 5.000 Talern. Dies geschah anlässlich eines Zwischenstopps des Königs in Aachen während einer Rückreise von London nach Potsdam. Diese Spende wurde vom König angewiesen als Anschubfinanzierung für die Gründung einer polytechnischen Schule in Aachen, der späteren Rheinisch Westfälischen Technischen Hochschule (RWTH Aachen). Mit Hilfe dieser Spende sowie der Zusicherung weiterer Darlehen und Garantiefonds seitens der Versicherung auch für zukünftige Erweiterungspläne konnte schließlich die RWTH Aachen gebaut und im Jahre 1870 offiziell eröffnet werden.
Anlässlich seines 50-jährigen Dienstjubiläums im Jahre 1875 wurde Brüggemann zum Geheimen Hofrat befördert. Unter seiner Führung hatten sich die Erfolgsbilanzen der Versicherungsgesellschaft weiter gesteigert, und Brüggemann zählte zu den herausragenden Männern des deutschen Versicherungswesens. Er war außerdem an der Gesetzgebung des privaten Versicherungswesens in Preußen mitbeteiligt und schuf über den Versicherungsvertrag die Grundlage des materiellen Privatrechts. Friedrich Adolph Brüggemann leitete die Versicherungsgesellschaft bis zu seinem Tode im Jahre 1878. Ihm zu Ehren wurde in Aachen eine Straße nach ihm benannt.